# 迪特尔·艾尔茨
迪特尔·艾尔茨（德語：Dieter Eilts，1964年12月13日—），德国前男子足球运动员，场上位置是中场。他曾代表德国国家队参加1996年欧洲足球锦标赛，结果队伍获得冠军。